# 鴨綠沙塘鱧
鸭绿沙塘鳢（学名：Odontobutis yaluesis），也称鸭绿江沙塘鳢，为塘鳢科沙塘鳢属的一种淡水小型底层鱼类。分布于中国东北江河。已被列入中国物种红色名录（2004）。